# Ragnar Håkanson
Ragnar Samuel Håkanson, född 17 november 1946 i Gustav Adolfs församling i Borås, är kyrkomusiker i Svenska kyrkan.

## Biografi
Ragnar Håkanson tog gymnasial examen 1965 vid Borås högre allmänna läroverk. Han tog 1972 socionomexamen vid Örebro universitet. 1985/1986 tog han kantors- respektive kyrkokantorsexamen. 1990 tog han körpedagogexamen vid Kungliga Musikhögskolan i Stockholm. 1986–1995 arbetade han som kantor i S:t Lars församling, Tannefors stadsdelkyrka i Linköping. 1995–2005 var han musikkonsulent vid Svenska kyrkans centrala kansli i Uppsala, med nationella kyrkomusikaliska uppdrag. 2005–2008 var han rektor för Oskarshamns folkhögskola. Han arbetade sedan som musikkonsulent vid Visby stift, Svenska kyrkan. Efter några års teologiska studier avlade han 2014 en teol. mag. vid Uppsala universitet.
Håkanson var konstnärlig ledare mellan 1992 och 2002 för Körstämman i Skinnskatteberg. Han var projektledare för  arbetsgruppen för psalmbokstillägget "Psalmer i 2000-talet". Sedan 2008 är han redaktör och projektledare vid Wessmans musikförlag i Visby, vilket bl a inneburit att han haft det redaktionella uppdraget för uppslagsverket "Psalmernas Väg". Håkanson fick 2021 Litteris et Artibus med motiveringen: "För framstående konstnärliga insatser som musiker och främjare av den svenska kyrkomusiken".

## Verk
- Dormi, dormi, o bel bambin.[6]
- Come to me.[7]
- Vårvisa.[8]